# Piruet (gimnastyka)

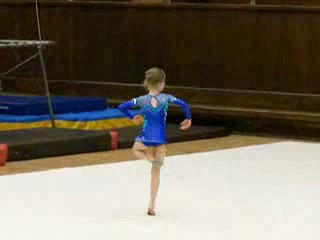
piruet gimnastyczny, wykonany przez młodziczkę w układzie taneczno-akrobatycznym

Piruet gimnastyczny jest, jak każdy piruet, obrotem wykonanym przez zawodnika wokół własnej osi. Piruety wykonywane są zarówno w gimnastyce artystycznej, jak i sportowej – w obu przypadkach, często przy wykorzystaniu dodatkowych przyrządów.
Podczas zawodów zawodnik musi wykonać przynajmniej jeden obrót, za każdy dodatkowy dostaje dodatkowe punkty. Podobnie jak łyżwiarze i wrotkarze, gimnastycy wykonują piruety w różnych pozycjach i w obu kierunkach. Specjalnie punktowanym utrudnieniem jest zmiana pozycji w trakcie wykonywanie obrotów (zwłaszcza tzw. zmiana od dołu do góry).